# Lipówki (województwo mazowieckie)
Lipówki – wieś sołecka w Polsce położona w województwie mazowieckim, w powiecie garwolińskim, w gminie Pilawa.
Wieś położona ok. 38 km od Warszawy przy skrzyżowaniu drogi krajowej nr 17 Warszawa - Lublin z drogą wojewódzką nr 805 Dziecinów - Wilchta. Obok skrzyżowania znajduje się  pomnik upamiętniający akcję AK – odbicie więźniów w 1943 roku.
W latach 1975–1998 miejscowość administracyjnie należała do województwa siedleckiego. 
Z Lipówek pochodzi  Stanisław Górski – poeta ludowy, rolnik, działacz gminy Pilawa.
Wierni Kościoła rzymskokatolickiego należą do parafii św. Józefa w Trąbkach.